# شهرستان گرند کیپ مانت
شهرستان گرند کیپ مانت (به لاتین: Grand Cape Mount County) یکی از ۱۵ شهرستان کشور لیبریا است که در شمال غربی آن واقع شده‌است. شهرستان گرند کیپ مانت ۵٬۱۶۲ کیلومتر مربع مساحت و ۱۲۹٬۸۱۷ نفر جمعیت دارد.